# Korado Korlević
Korado Korlević (Poreč, 19 september 1958) is een Kroatisch astronoom. Korlević studeerde aan de Universiteit van Rijeka. 
In de periode tussen 1996 en 2001 ontdekte hij 1162 kleine planeten met het Višnjan Observatory.
- International Standard Name Identifier: 0000 0000 3876 3151
- Library of Congress Control Number: nb2007012319
- Nationale Bibliotheek van Israël: 987007324997205171
- Virtual International Authority File: 53677581
- WorldCat: E39PBJm4P9BkB9fK7vXXGKvPwC